# Ricardo Peña
Ricardo Allen Peña Gutiérrez (Limón, 15 luglio 2004) è un calciatore costaricano, centrocampista del Colorado Rapids 2, in prestito dal Desamparados, e della nazionale costaricana.

## Carriera

### Club
Peña è entrato a far parte del Fútbol Consultants all'età di 15 anni. Dopo aver esordito all'età di 16 anni, ha effettuato dei provini con Hannover 96 e Braga.
Nell'agosto 2022, dopo un periodo di prova, è stato ceduto in prestito al Betis, che lo ha aggregato alla squadra C, militante nella nona divisione spagnola.

### Nazionale
Ha esordito con la nazionale costaricana il 21 giugno 2023 nell'amichevole contro l'Ecuador.
Nel giugno 2023 è stato incluso fra i convocati per la CONCACAF Gold Cup 2023.

## Statistiche

### Cronologia presenze e reti in nazionale
| Cronologia completa delle presenze e delle reti in nazionale ― Costa Rica | Cronologia completa delle presenze e delle reti in nazionale ― Costa Rica | Cronologia completa delle presenze e delle reti in nazionale ― Costa Rica | Cronologia completa delle presenze e delle reti in nazionale ― Costa Rica | Cronologia completa delle presenze e delle reti in nazionale ― Costa Rica | Cronologia completa delle presenze e delle reti in nazionale ― Costa Rica | Cronologia completa delle presenze e delle reti in nazionale ― Costa Rica | Cronologia completa delle presenze e delle reti in nazionale ― Costa Rica |
| Data                                                                      | Città                                                                     | In casa                                                                   | Risultato                                                                 | Ospiti                                                                    | Competizione                                                              | Reti                                                                      | Note                                                                      |
| ------------------------------------------------------------------------- | ------------------------------------------------------------------------- | ------------------------------------------------------------------------- | ------------------------------------------------------------------------- | ------------------------------------------------------------------------- | ------------------------------------------------------------------------- | ------------------------------------------------------------------------- | ------------------------------------------------------------------------- |
| 20-6-2023                                                                 | Chester                                                                   | Ecuador                                                                   | 3 – 1                                                                     | Costa Rica                                                                | Amichevole                                                                | -                                                                         | 46’                                                                       |
| 26-6-2023                                                                 | Fort Lauderdale                                                           | Costa Rica                                                                | 1 – 2                                                                     | Panama                                                                    | Gold Cup 2023 - 1º turno                                                  | -                                                                         | 59’                                                                       |
| Totale                                                                    |                                                                           | Presenze                                                                  | 2                                                                         |                                                                           | Reti                                                                      | 0                                                                         |                                                                           |